# 오희동
오희동(吳熙東, 1934년 6월 20일 - ) 은 대한민국의 목사이며 예수교 대한 성결교회 총회장을 역임하였다. 성결대학교 신학대학원장 그리고 성결대학교 <성결교회와 역사연구소> 이사장, 웨슬리신학연구소 소장, 한국교회연합 명예회장이다. 현재 성광교회의 원로목사이다. 그의 아내는 독립운동가 안재홍의 딸 안순희로 고덕초등학교 교사였고 그의 아들은 성결대학교의 설교학 교수인 오현철 박사이다.

## 생애
1934년 6월 20일 황해도 벽성군 서석면 백운리 389번지에서 부친 오찬제씨와 모친 김경자씨 사이에 3남 4녀 중 장남으로 출생한 오희동 목사는 어린 시절 아버지와 어머니의 권유로 교회에 다녔다. 초등학교 4학년 때 해방을 맞았고 6.25 동란을 겪으며 1.4 후퇴 때 황해도에서 남한으로 피난 내려왔다. 1957년 그는 군복무를 마치고 나사렛교단 내기교회(현 항만선교교회)에 다니게 되었다. 그러던 중 서울로 취직되어 서재철 목사를 인사차 방문했다가 당시 나사렛신학교 사감이신 손응선 목사에게 편지를 전달하라는 부탁을 받고 손목사를 뵙고 편지를 전했는데 그 편지가 바로 입학원서였다.
이를 계기로 나사렛신학교에 입학하여 그가 2학년이었던 1960년 평택 오성초등학교 교장으로 재직 중이시던 아버지가 소천하셨다. 장례를 주관해야 할 장남이 미혼이면 안 된다며 평소 눈여겨보셨던 해방 후 민정장관을 지내신 안재흥씨의 막내딸인 고덕초등학교 안순희 교사와 결혼하라는 아버지의 유언을 받들어 손인영 목사의 주례로 결혼했다. 학교를 졸업한 후 첫 목회지로 강원도 화동교회에 부임하여 2년 간 목회 하던 중 몸이 극도로 쇠약하여 사임하고 미국 유학을 준비하려고 미8군 정보처에서 영어공부를 하던 1966년 그는 성결교신학교 이사이자 큰 누나 오혜자 권사의 남편이었던 박홍직장로의 권유로 성결교신학교에 편입함으로 나사렛교단에서 성결교단으로 옮기게 되었다. 이후 2007년 은퇴하기까지 40년간의 목회경력과 43년의 교수생활을 성결교단에서 목회자와 교수로 활동하였다.
오희동 목사는 나사렛신학교를 시작으로 성결교신학교와 단국대학교 문리과대학원 사학과를 졸업했고 미국 Berean Christian Seminary, 싱가폴 Haggai Institute 등에서 공부했으며 미국 버밍험신학대학원과 합동신학대학원에서 공동으로 수여하는 목회학박사를, 성결대학교에서 명예신학박사학위를 받았다. 교육자로서의 공로를 인정해 제15회 한국기독교 선교대상(교육자부문)을 수상하기도 했다(2005년11월14일). 또한 신약개론(들소리 1985), 바울서신(들소리 1986), 변증신학(들소리 1987), 존 웨슬리 구원론(신우 1990), 종교철학(신우 2001), 변증학(신우 2001), 웨슬리신학과 칼빈주의신학비교(신우 2001), 오늘을 살며 내일을 보라(들소리 2002), 죄에 대한 연구(신우 2002), 웨슬리안 조직신학(신우 2004), 에드워즈의 대각성운동과 한국교회의 부흥운동(성광 2005), 고희기념논문집(성결교회와 역사연구소 2005) 등을 저술했다.
그는 성광교회 담임목사, 성결교신학교 학장, 성결신학원 이사, 성결교회와 역사연구소 이사장, 성결교신학대학원 원장, 성결대학교 교수, 그리고 예수교대한성결교회 총회장 등을 역임한 오희동 목사는 현재 성광교회 원로목사, 웨슬리신학연구소 소장, 한국교회연합 명예회장이다.

## 학력
- 나사렛신학교
- 성결교신학교
- 단국대학교 문리과대학원 사학과 졸업
- 미국 Berean Christian Seminary
- 싱가폴 Haggai Institute
- 미국 버밍험신학대학원과 합동신학대학원 공동학위 목회학박사
- 성결대학교에서 명예신학박사

## 경력
- 성광교회 개척목사
- 성결교신학교 학장
- 성결신학원 이사
- 성결교회와 역사연구소 이사장
- 성결교신학대학원 원장
- 성결대학교 교수 1999.02 제7대
- 예수교대한성결교회 총회장
- 현재 성광교회 원로목사 (2007, 05 - )
- 웨슬리신학연구소 소장
- 한국교회연합 명예회장(2014년 - )

## 저서
1. 신약개론(들소리 1985)
2. 바울서신(들소리 1986)
3. 변증신학(들소리 1987)
4. 존 웨슬리 구원론(신우 1990)
5. 종교철학(신우 2001)
6. 변증학(신우 2001)
7. 웨슬리신학과 칼빈주의신학비교(신우 2001)
8. 오늘을 살며 내일을 보라(들소리 2002)
9. 죄에 대한 연구(신우 2002)
10. 웨슬리안 조직신학(신우 2004)
11. 에드워즈의 대각성운동과 한국교회의 부흥운동(성광 2005)
12. 고희기념논문집(성결교회와 역사연구소 2005)

## 수상
- 제15회 한국기독교 선교대상(교육자부문)을 수상(2005년11월14일)

## 같이 보기
- 성결대학교